# Saint-Constant-Fournoulès
Saint-Constant-Fournoulès es una comuna nueva francesa situada en el departamento de Cantal, en la región de Auvernia-Ródano-Alpes.

## Historia
Fue creada el 1 de enero de 2016, en aplicación de una resolución del prefecto de Cantal de 4 de diciembre de 2015 con la unión de las comunas de Fournoulès y Saint-Constant, pasando a estar el ayuntamiento en la antigua comuna de Saint-Constant.

## Demografía
| Gráfica de evolución demográfica de Saint-Constant-Fournoulès entre 1800 y 2020 |
|                                                                                 |

Los datos entre 1800 y 2013 son el resultado de sumar los parciales de las dos comunas que forman la nueva comuna de Saint-Constant-Fournoulès, cuyos datos se han cogido de 1800 a 1999, para las comunas de Fournoulès y Saint-Constant de la página francesa EHESS/Cassini. Los demás datos se han cogido de la página del INSEE.

## Composición
| Comuna delegada | Código INSEE | Población (2013) | Superficie (km²) | Densidad (hab./km²) |
| --------------- | ------------ | ---------------- | ---------------- | ------------------- |
| Fournoulès      | 15071        | 62               | 7.18             | 9                   |
| Saint-Constant  | 15181        | 564              | 21.80            | 26                  |